# Boeman
Een boeman is een mythisch wezen.

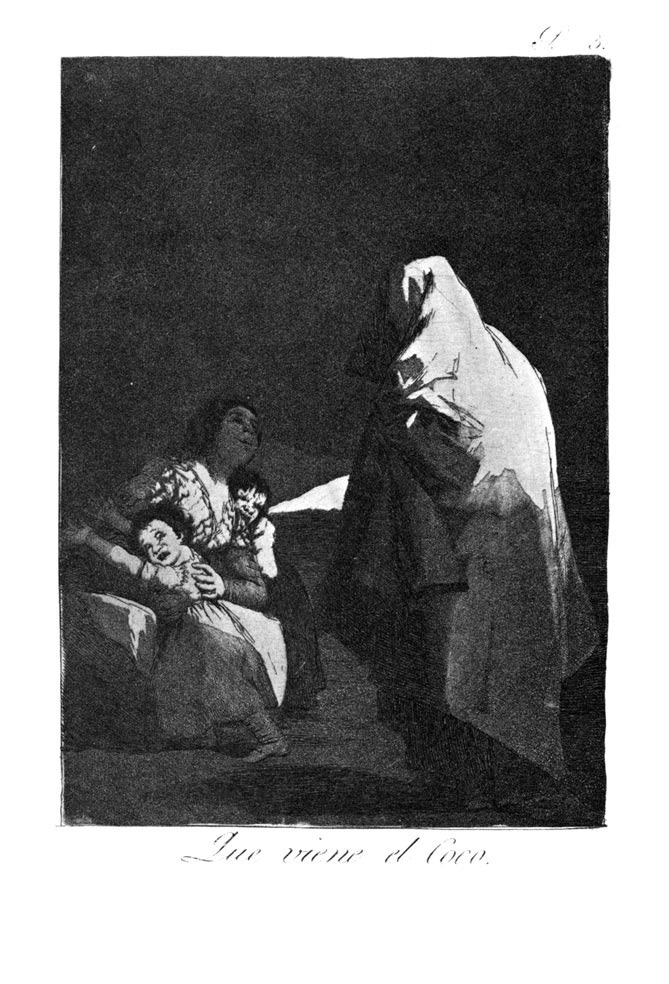
Daar komt de boeman, Los Caprichos, Francisco Goya, 1799

Het concept van een boeman is wereldwijd verspreid, maar er bestaat geen vast beeld van hoe het wezen er precies uitziet. Een boeman kan volgens de meeste verhalen van gedaante veranderen, waardoor hij vaak dienst kan doen als belichaming van waar de persoon die hem tegenkomt het bangste voor is.

## Boeman als kinderschrik
Een kinderschrik kan onder andere een boeman zijn. Volwassen zeggen tegen kleine kinderen dat ergens een boeman huist om hen uit  de buurt te houden van een locatie. Dit is bijvoorbeeld een locatie waar het gevaarlijk kan zijn voor het kind, voor hun veiligheid.

## Voorbeelden
De wirey-cow of wirry-carl is een boeman, goblin, geest of ghoul in Schotland. Het woord is afgeleid van worry, zich zorgen maken, en to cowe, bangmaken.
De schelpenkop is ook een Schotse boeman, het geluid van kleppende schelpen is te horen. Het wezen misleidt reizigers, ze worden op een dwaalspoor gebracht.
Er zijn ook vele horrorverhalen over boemannen. Deze zouden leven onder bedden of in kelders. In een aflevering van Charmed komt ook een boeman voor, Boogieman. Deze boeman leeft in de kelder en is zwart van kleur en heeft geen echte vorm. Hij kan verschillende vormen aannemen. In deze aflevering wordt de boeman vernietigd door middel van een kinderversje.
Ook komt een gelijkaardige versie van de Boeman voor in een Harry Potterfilm waarin de leerlingen leren zich te beschermen tegen de Boeman.
Hierin neemt de Boeman ook de vorm aan van de grootste angst van een persoon. Bij de ene een spin, bij de andere een slang.
In de film leren ze ook zich er tegen beschermen door hun angst onder ogen te komen en het te vervormen, waardoor de Boeman geen kwaad meer kan doen.
In het verhaal It van Stephen King is het monster dat hier in voorkomt in wezen ook een boeman. Naast dat het wezen zich in veel gevallen voordoet als een clown, neemt het ook de vorm aan van de grootste angst van de betreffende kinderen. Het wezen verslindt de kinderen namelijk het liefst wanneer zij op hun allerbangst zijn.
Ook Freddy Krueger is een soort boeman. 
Meneer Korbes komt voor in een sprookje over de boeman Herr Korbes.